# Hartmut Kaminski

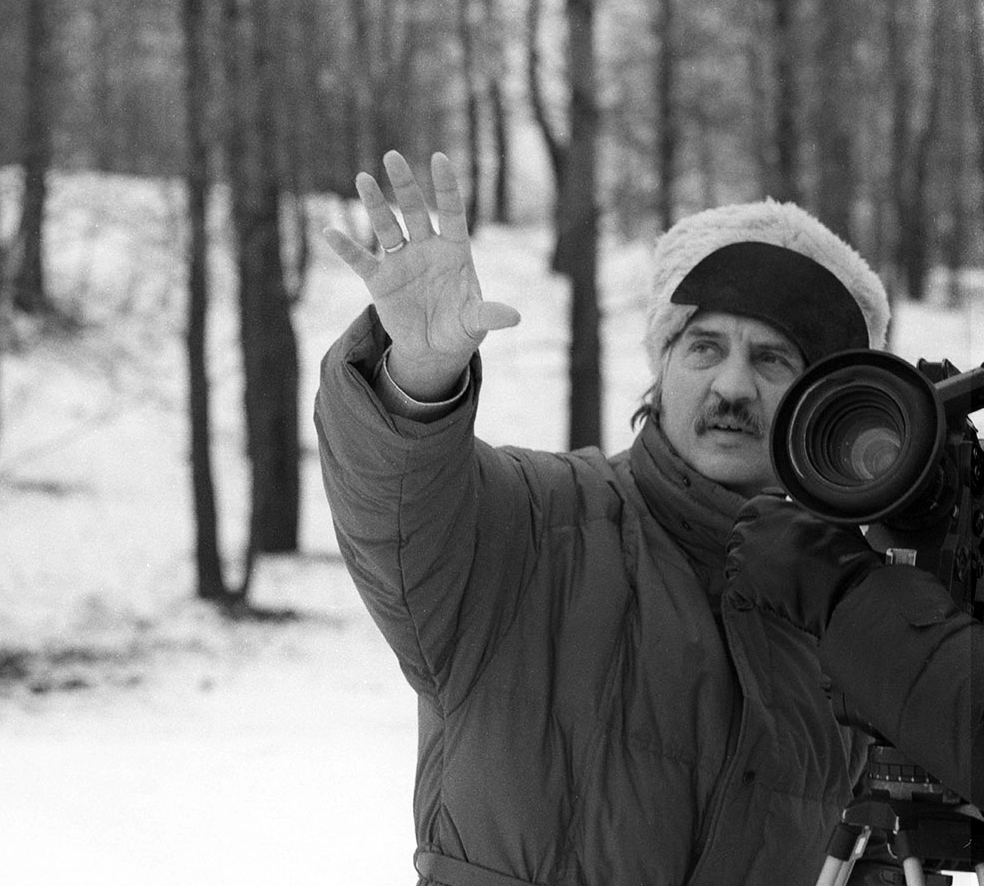
Hartmut Kaminski während der Dreharbeiten zur sechsteiligen TV-Dokumentation Steh auf, es ist Krieg, 1990 in Brest

Hartmut Kaminski (* 7. Mai 1944 in Buchenhagen, Ostpreußen; † 1. Juni 2016 in Lohmar) war ein deutscher Filmemacher, Künstler und Kunsthändler. Zusammen mit seiner Frau Elke Jonigkeit realisierte er über 40 Jahre Filme.

## Leben
Hartmut Kaminski machte sein Abitur am Aufbaugymnasium in Herchen, studierte danach zuerst Architektur in Braunschweig und wechselte nach seinem Examen an die Hochschule für Bildende Kunst in Braunschweig. Hier lernte er seine Frau Elke Jonigkeit kennen. Beide studierten dann ab 1967 an der Kunstakademie Düsseldorf, sie Kunstpädagogik, er freie Kunst. Ihr gemeinsamer Sohn, Cornelius Kaminski, wurde 1968 in Düsseldorf geboren. Elke Jonigkeit unterrichtete nach ihrem Staatsexamen 13 Jahre lang als Kunsterzieherin am Düsseldorfer Aufbaugymnasium. Im Februar 1982 – kurz nach ihrer Beförderung zur Oberstudienrätin – verließ sie den Schuldienst, um sich ganz ihrer künstlerischen und filmischen Arbeit widmen zu können.
Noch als Kunststudent reiste Hartmut Kaminski 1969 gemeinsam mit seiner Frau nach Polen, um seinen Geburtsort zu suchen. Diese frühe Begegnung mit dem Land, in dem er als Deutscher mit polnischem Namen geboren war, sowie auch die Auseinandersetzung mit den deutschen Verbrechen des Faschismus, ließ ihn zeitlebens nicht mehr los. Dieser ersten Reise folgten weitere. Später kamen dann auch die Länder Russland, Belarus und das Baltikum hinzu.

## Arbeit als Filmemacher
Kaminski gründete zusammen mit seinem Lehrer, dem dänischen Drehbuchautor und Filmregisseur Ole John Povlsen, in der Filmklasse der Düsseldorfer Kunstakademie die Filmgruppe Düsseldorf. Die erste große Gemeinschaftsveranstaltung – „Film Kritisch“ – fand 1971 in der Kunsthalle Düsseldorf statt, der bis 1973 weitere folgten. 1975/76 produzierte die Filmgruppe Düsseldorf den Spielfilm Der gerechte Krieg 1525. Parallel dazu arbeitete Kaminski mit seinem Kunstprofessor Dieter Roth und anderen Künstlern zusammen, die in den 1970er Jahren in Düsseldorf tätig waren.

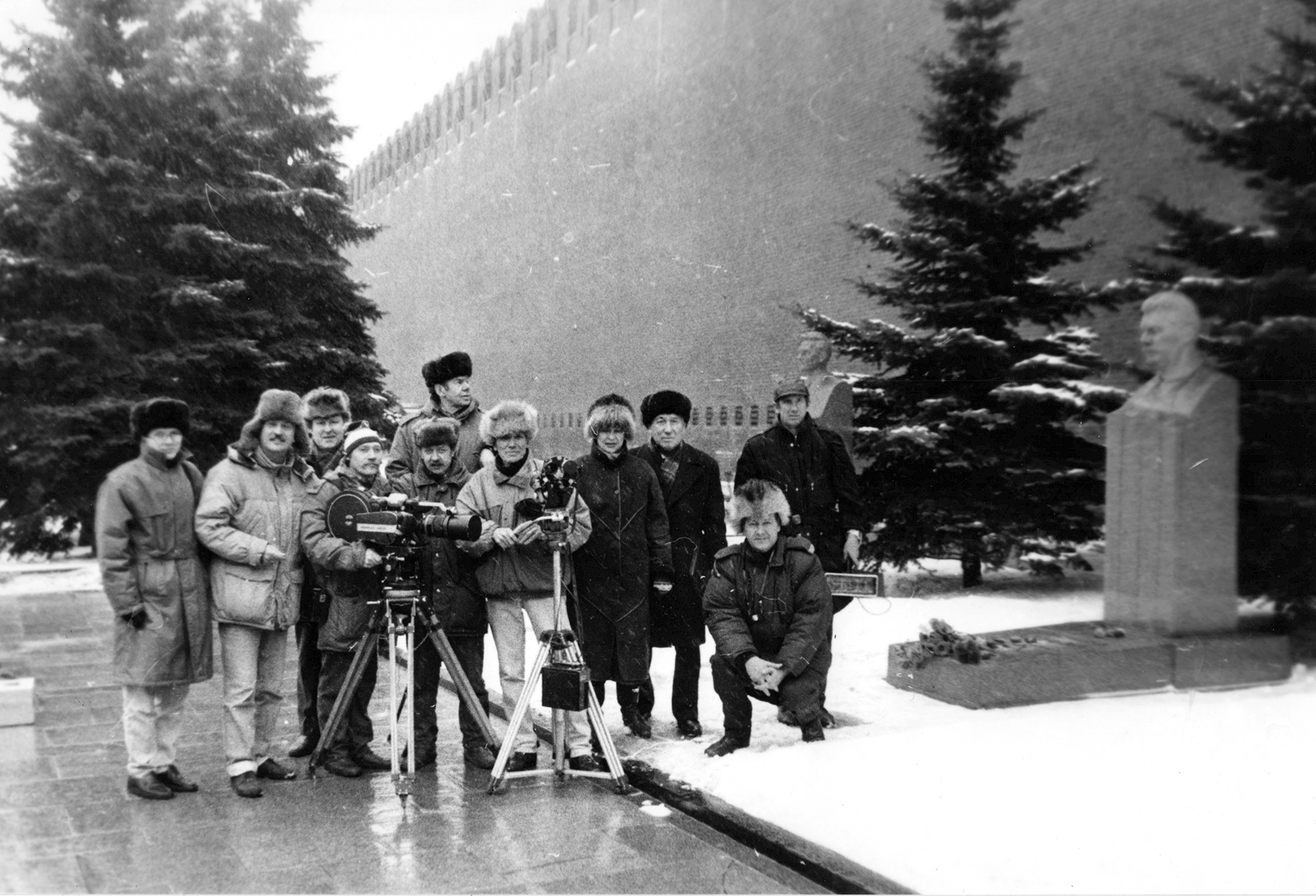
Hartmut Kaminski (2. von links) dreht die 4-teilige Fernsehserie „Stalin“ in Moskau 1992 – hier mit seinem Team.

1979 gründeten Elke Jonigkeit und Kaminski die Filmproduktionsfirma Circle-Film. Unter diesem Label produzierten und drehten sie ihre Filme. Viele Filme, Ausstellungen und Veranstaltungen planten und führten sie gemeinsam durch.
Von 1979 bis zu seinem Tod leitete Kaminski das Filmforum der Volkshochschule in Herne.

## Arbeit als Künstler und Kunsthändler
Während seines Studiums an der Kunstakademie Düsseldorf schloss er Freundschaften zu Künstlern wie Robert Filliou, Roman Signer, Henning Christiansen, Bernd Minnich, André Thomkins, Dieter Roth, Ugo Dossi und vielen anderen. Die Werke, die hieraus entstanden, werden heute in internationalen Galerien ausgestellt und in anerkannten Museen der Welt gezeigt, beispielsweise im MOMA in New York. Mit seinem Professor Dieter Roth entwickelte er eine „Revolution der Druckgrafik“. Dabei wird jedes Exemplar einer Auflage im Laufe der Druckarbeit zum einmaligen Original, vergleichbar mit einem gemalten Bild oder einer gemeißelten Plastik.
In seiner Siebdruckwerkstatt in Düsseldorf-Flingern druckte er neben vielen anderen die Städtedrucke von Dieter Rot, wie z. B. Emme, den Solothurner Bahnhofplatz, den Gemüsedruck Thomkinspatent, den Kakaodruck Graphik mit Kakau und den Rostdruck Wurzelbehandlung.
Für Robert Fillou druckte er die Serien „Projects for Sky-Writing“ und „7 Childlike Uses of Warlike Material“. Diese waren in der Ausstellung Robert Filliou – The Secret of Permanent Creation im Museum of Contemporary Art Antwerp (M HKA) zu sehen.
Für Ugo Dossi stellte er Schach-Siebdrucke für das Buch Ugo Dossi – Schach & Kunst (Chess & Art) her.
1973 eröffnete er in seiner Wohnung in Düsseldorf eine Zimmergalerie mit Werken von Bernd Minnich. Danach folgten Ausstellungen für Roman Signer, Bernhard Lüthi, Robert Strübin und anderen. Die oben genannten Künstler und andere, z. B. Hagen Haltern, Hermann-Josef Kuhna und Robert Strübin, vertrat er als Kunsthändler auch auf der Kunstmesse Basel.

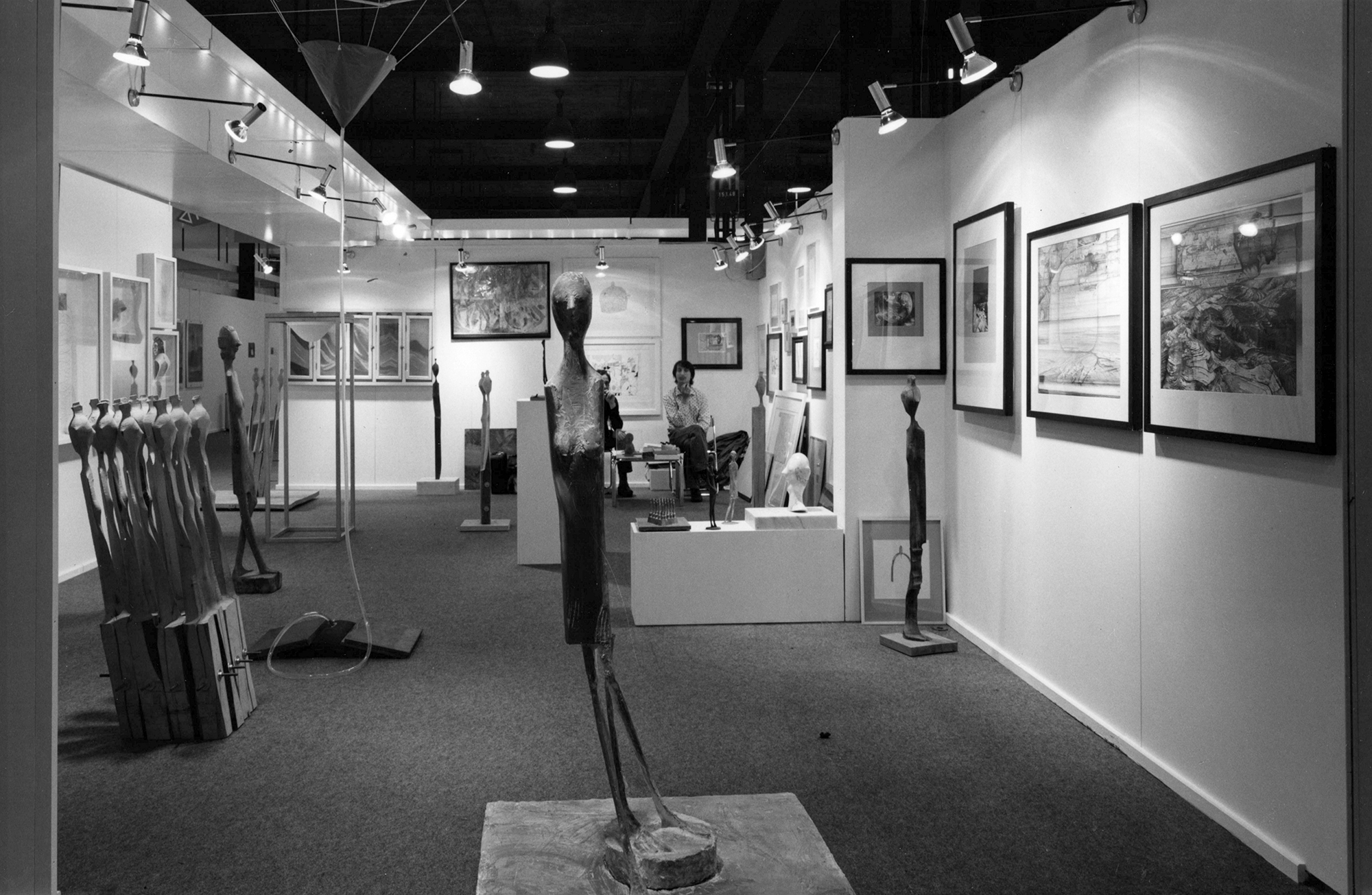
Hartmut Kaminski nimmt erstmals an der Internationalen Kunstmesse in Basel teil.

Ab 1982 widmete Kaminski sich ausschließlich der Dokumentarfilmarbeit.

## Werk

### Filmographie
- 1970: Multiscreenshows: „Lasst hundert Blumen blühen“, „Schattengradwanderungen“, „10 Worte für Robert Filliou“ und weitere.
- 1971: Jahresporträt von Elke (Experimentalfilm, 16 mm)[10]
- 1972: Wenn Du erst mal drin bist (Dokumentarfilm, 16 mm)[11]
- 1976: Der große Tropfen (Kurzfilm)[12]
- 1978: Ein Auto (Dokumentarfilm, 16 mm)[13]
- 1975/76: Der gerechte Krieg 1525 (Spielfilm, 16 mm)[14]
- 1980: Alles andere kann ich sehen, nur solche Menschen nicht (Dokumentarfilm, 16 mm)[15]
- 1981: Short Storys (Trickfilm)[16]
- 1982: Stumme Schreie (Dokumentarfilm)[17]
- 1983: Die Kinder von Himmlerstadt (Dokumentarfilm)[18]
- Wendepunkte (Dokumentarfilm)
- Apokalypse (Spielfilm)[19]
- 1987–89: Aus Jesse kam die Art (Dokumentarfilm)[20]
- 1990/91: Kultur der Kalash (zwei Dokumentarfilme)[21]
- Steh auf, es ist Krieg (6-teiliger Dokumentarfilm, à 45 Minuten)[22][23]
- Die sowjetische Geschichte vom Zar bis Gorbatschow (3-teiliger Dokumentarfilm)
- 1992/93: STALIN (4-teiliger Dokumentarfilm)[24][25]
- 1994/95: Die Kinder von Auschwitz (Dokumentarfilm)[26][27]
- Der Mann, der sich Lenin nannte (Dokumentarfilm)[28]
- 1996: Der gescheiterte Blitzkrieg – Moskau Winter 1941 (Dokumentarfilm)[29]
- 1997/98: Der Rote Oktober – Die GROSSEN und die kleinen Lügen (Dokumentarfilm)[30]
- 1999/2000: Liebe im Vernichtungskrieg (Dokumentarfilm)[31]
- 1986–2013: Mitarbeit am Afghanistan-Zyklus von Elke Jonigkeit (8bestehend aus 9 Dokumentarfilmen)[32]

## Filme in Zusammenarbeit mit Elke Jonigkeit
- 1982 Stumme Schreie, 16 mm, 30’
- 1983 Die Kinder von Himmlerstadt, 30’
- 1983 Wendepunkte (Fernsehfilm)
- 1984–88 Zu Hause – was ist das eigentlich?[33]
- 1987–89 Aus Jesse kam die Art (Fernsehfilm), 16 mm[34]
- 1990/91 Kultur der Kalash[35] – bestehend aus: Im Tal der Kalash und Ein Winterfest im Hindukusch, 16 mm
- 1993 Stalin, Stalin, Stalin - 7 DVDs[36]
- 1995 Aché – die afrikanische Seele Kubas, 85’, 16 mm[37]

### Filme, an denen Elke Jonigkeit mitgearbeitet hat
- 1975/76 Der gerechte Krieg 1525
- 1990/91 Steh auf, es ist Krieg, 6-teilige TV-Serie
- 1990/91 Die sowjetische Geschichte vom Zar bis Gorbatschow
- 1992/93 STALIN, 4-teilige TV-Serie[38]

1985 entschloss sich Elke Jonigkeit, an einer afghanischen Hochzeit in einem pakistanischen Flüchtlingslager teilzunehmen. Die Begegnung mit den afghanischen Familien in den riesigen Flüchtlingslagern führte dazu, dass sie mit Unterstützung von Kaminski acht Dokumentarfilme in Afghanistan drehte, die sie zum Afghanistan-Zyklus zusammenstellte.

### Afghanistan-Zyklus
- 2012 Von König Amanullah zu Facebook[39], 82’
- 2010 Überleben in Kabul – eine Stadt und ihre Frauen, 45’[40]
- 2007 Vom Aufbau des NAZO-Zentrums – ein Brief aus Afghanistan, 23’ Mitarbeit Nurullah Ebrahimy[41][42]

- 2003 Die Frauen von Kabul – Sterne am verbrannten Himmel (Dokumentarfilm, 55’), Hessischer Filmpreis 2003[43]
- 1989/99 Tschadari & Buz Kaschi – Afghanische Frauen heute, 99’, FBW: Wertvoll[44]
- 1987–89 Frauen mit nie gehörten Namen, 16 mm, 30’[41]
- 1987–89 Geflüchtet, Gefoltert, Vergewaltigt, 16 mm, 30'[41]
- 1987–89 Mein Vater ist ein Märtyrer, 16 mm, 30’[41]
- 1987–1989 Afghanische Kinder träumen vom Frieden – Ein Bericht aus Kabul, 16 mm, 30'[41]

Nach dem Sturz der Taliban gründete sie 2002 zusammen mit den Protagonistinnen ihrer Filme ein Berufsausbildungszentrum für Frauen in Kabul, das bis heute besteht.
Parallel dazu stellte sie die Ausstellung „Blicke hinter den Schleier – aus dem Alltag afghanischer Frauen“ zusammen, die erstmals 1989 in Düsseldorf im „Museum für Volk und Wirtschaft“ gezeigt wurde und anschließend in 10 weiteren Städten.

### Ausstellungen

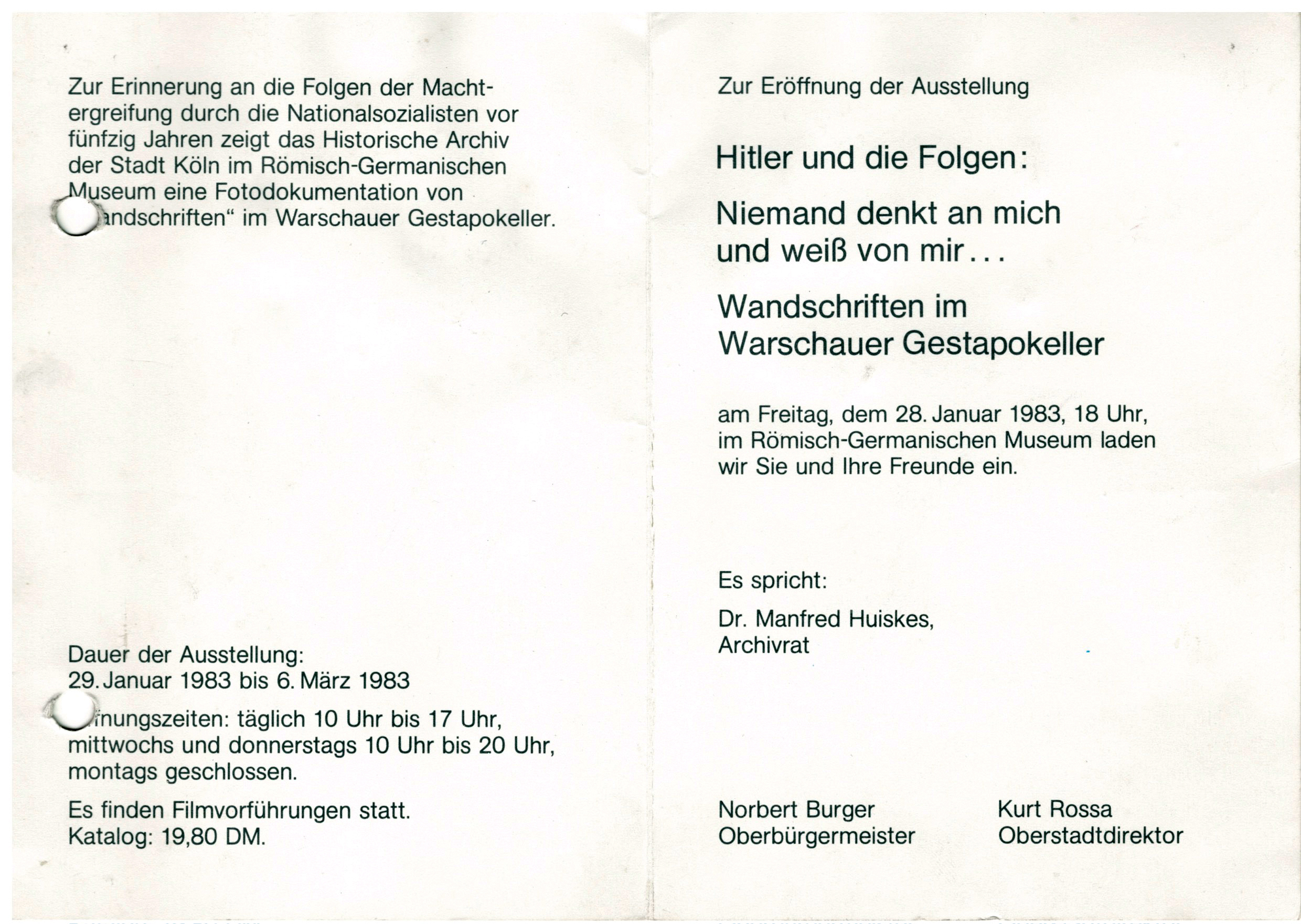
Einladungskarte zur Eröffnung der Ausstellung

- Hitler und die Folgen – Niemand denkt an mich und weiß von mir… Wandinschriften im Warschauer Gestapokeller (Gezeigt in 20 deutschsprachigen Großstädten, u. a. Römisch-Germanisches Museum der Stadt Köln und in der Universität Amsterdam)
- 2009 Stalin, Stalin, Stalin (Ausstellung im Museum Ludwig, Köln)[36]

## Rezensionen
Kaminskis Dokumentationen bekamen viele Rezensionen. Darunter Manfred Loimeier, die TAZ, Die Zeit, der Brown University in Providence.